# 悪戦苦闘
| ウィキペディアには「悪戦苦闘」という見出しの百科事典記事はありません（タイトルに「悪戦苦闘」を含むページの一覧/「悪戦苦闘」で始まるページの一覧）。 代わりにウィクショナリーのページ「悪戦苦闘」が役に立つかもしれません。 |